# Estação Jacaré
A Estação Jacaré é uma das estações do Sistema de Trens Urbanos de João Pessoa, situada em Cabedelo, entre a Estação Renascer e a Estação Poço.
Foi inaugurada em 25 de março de 1889. Localiza-se na Rua Jair Cunha Cavalcanti. Atende o bairro do Jacaré.